# Honda Dax

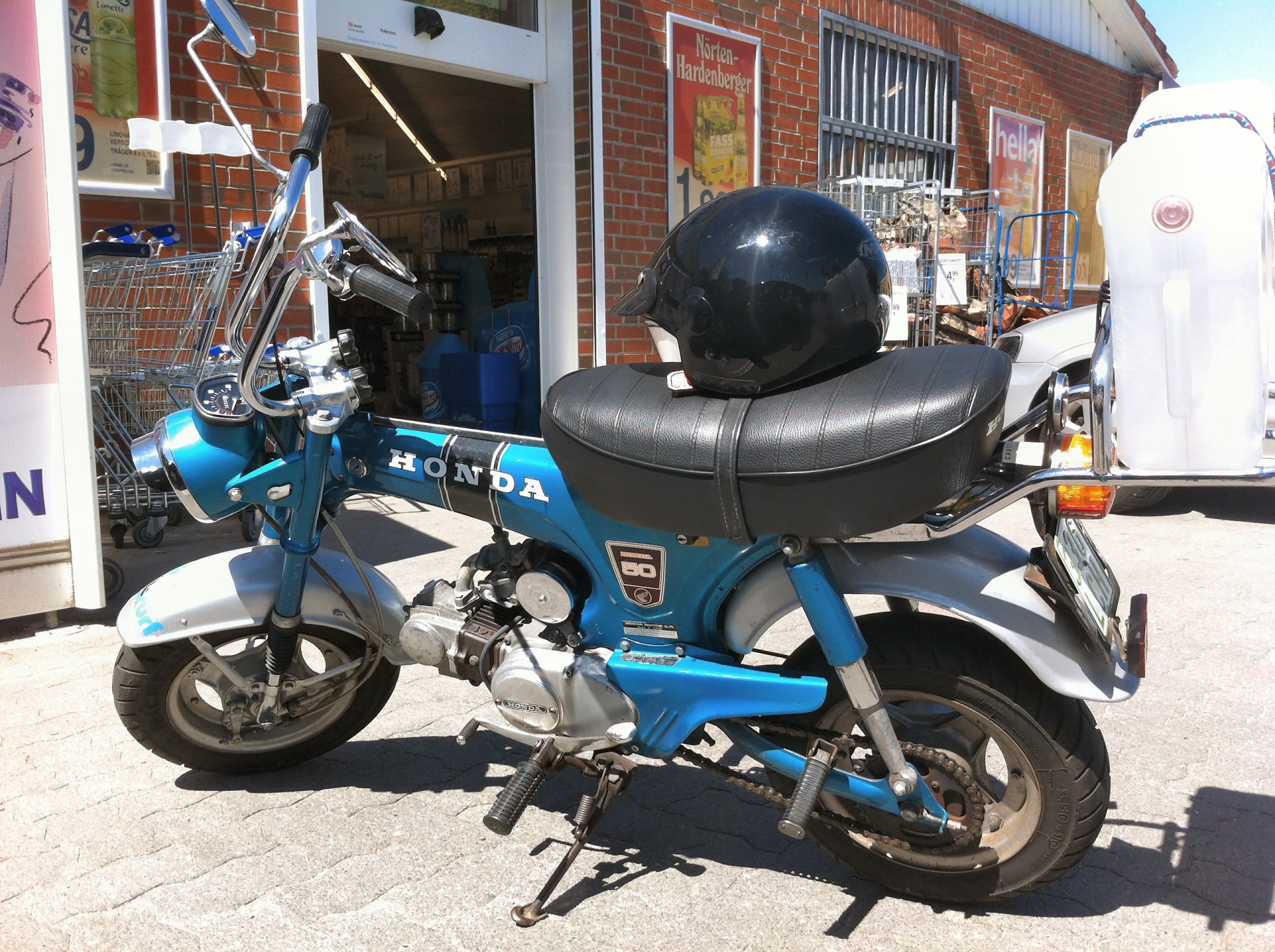
Honda Dax

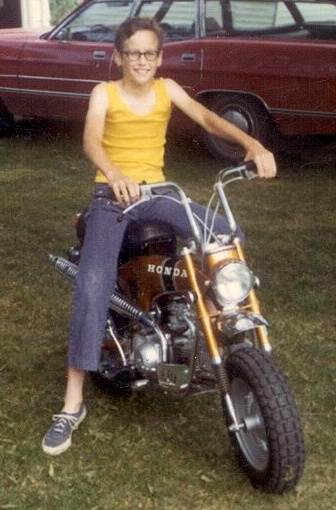
Honda Dax, US-Ausführung

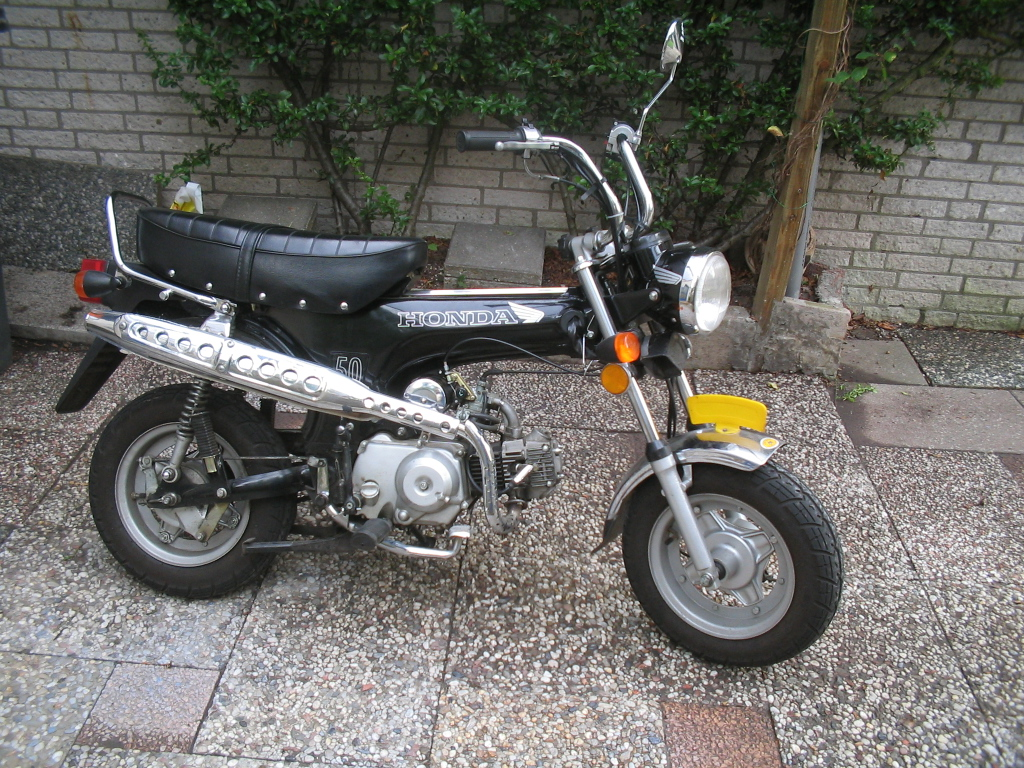
Jincheng JC50Q

Honda Dax ist ein kleines motorisiertes Zweirad von Honda. Es wurde in verschiedenen Hubraumversionen angeboten.

## Ausstattung
Angetrieben wird die Dax durch den liegenden Einzylinder-Viertaktmotor des Kleinkraftrads SS 50 in modifizierter Form. Dieser Einzylindermotor ist mit seinen zahlreichen Varianten der meistproduzierte Viertaktmotor für ein Zweirad und wurde auch bis 2014 noch eingebaut. Anstelle eines Fünfgang-Getriebes, das nur im Modell SS 50 zum Einsatz kam, wurde ein Dreigang-Getriebe mit Fliehkraftkupplung ohne separate Handbetätigung verwendet.
Die Form des 1969 eingeführten ersten Dax-Modells war so innovativ, dass es sich bis auf kleinere Modifikationen unverändert bis zu den heutigen Lizenz-Nachbauten hielt und für viele Fans weltweit Kultstatus erlangte. Alle Modelle fielen in mehrerlei Hinsicht auf: kleine Räder in der Größe 3,50 × 10, der Tank ist unter der Sitzbank in den aus zwei Blechschalen geschweißten Rahmen eingebaut. Der Lenker lässt sich umklappen, wodurch sie heute in jeden Van passt und (wie die noch kleinere Monkey) als motorisiertes Gefährt bei Wohnmobilen beliebt ist. Durch den Viertaktmotor ist das Motorengeräusch weitaus leiser und für viele Menschen angenehmer als das schrille Geräusch der in den 1970er Jahren zahlreichen Zweitakt-Mopeds. Auffällig ist auch der typische Auspuff, welcher sich, wie sonst nur bei Geländemotorrädern üblich, seitlich nach oben zieht. Zusammen mit den langen Federgabeln (bedingt durch die kleinen Räder, um trotzdem eine ausreichend hohe Sitzposition für den Fahrer zu erhalten) sah die Dax somit immer etwas wie ein zu klein geratenes Geländemotorrad aus.

## Versionen
In Deutschland gab es mehrere Versionen mit unterschiedlicher Leistung. Das schwächere Modell ST50G, beschränkt auf ca. 40 km/h und mit dem günstigen Moped-Versicherungskennzeichen zu fahren, und das Modell ST50E mit 4,5 PS (3 kW) bei 9000/min für Führerscheinklasse 4 und 5 mit 70 km/h. Mit mehr Hubraum gab es dann noch das Modell ST70. Mit rund 70 cm³ Hubraum wurden ca. 70 km/h erreicht und man benötigte den damaligen Führerschein der Klasse 1 (ab 18 Jahren). Die Versicherungseinstufung war sehr günstig in der Klasse Motorrad bis 10 PS und war zum Ansparen schadensfreier Versicherungsjahre beliebt. Heute werden alte 70er als Leichtkraftrad bis 15 PS zugelassen.
Bei der im oberen Bild abgebildeten DAX handelt es sich um die in Amerika angebotene Version namens CT70 (Cross Trail). Die US-Ausführung wurde von 1969 bis 1994 verkauft und ist an den hoch angesetzten Chromschutzblechen und an den an der Gabel seitlich angebrachten Reflektoren zu erkennen. Da auf dem oberen Foto eine DAX mit handbetätigter Kupplung dargestellt ist (erkennbar am Kupplungshebel an der linken Lenkerhälfte), handelt es sich um das in USA gefragte Modell CT70H oder Trail70H mit dem für dieses Modell erhältlichem, verchromtem Motorschutz.
Die Auslieferung der amerikanischen DAX als CT70, die dort ausschließlich mit dem 72-cm³-Motor der äußerst erfolgreichen HONDA CUB50 ausgeliefert wurde, begann mit zwei Modellen, der CT70 mit dem bekannten Dreigang-Fliehkraftkupplungsgetriebe und einer CT70H-Version mit Vierganggetriebe und handbetätigter Kupplung. Die H-Version sollte der CT70 zu noch besserer Geländegängigkeit verhelfen, wurde aber bereits 1972 eingestellt.
In Europa deckten die Schutzbleche haubenförmig die Bereifung ab und waren anfangs silbern lackiert. In Kombination mit den schlankeren, verchromten Schutzblechen wurde ein hinterer Spritzschutz aus Kunststoff ergänzt. Das bis dahin für alle Honda-Modelle typische runde Rücklicht (mit gelben Bremslicht) wurde durch ein in den hinteren Spritzschutz integriertes, rechteckiges Rücklicht ersetzt.
Die ersten Modelle waren mit einer 6-Volt Zünd- und Lichtanlage ausgerüstet. Die DAX AB23 hatte nun eine 12 Volt Zünd- und Lichtanlage, eine hydraulische Teleskopfedergabel vorne sowie leicht verbesserte Stoßdämpfer hinten. Der Kettenschutz der AB23 war nun nicht mehr am Pressrahmen der DAX verschraubt, sondern wurde auf der Schwinge befestigt. Die frühen 6-Volt Modelle hatten nur einen Seitenständer. Mit Einführung der DAX des Typs AB23 war an diesem Modell nun auch ein zentraler Hauptständer verfügbar.
Honda stellte den Verkauf der DAX AB23 1999 ein.

## Nachbauten
Seit 2009 werden sie in verschiedenen Modellvarianten vorwiegend von chinesischen Firmen gefertigt und auch in Deutschland angeboten, so beispielsweise von Sky Team (Jiangsu Sacin Motorcycle Co.) oder auch Jincheng Motors und anderen.
Die Stückzahlen des noch immer gebauten und mehrfach deutlich weiterentwickelten Motors belaufen sich auf mehr als zehn Millionen. Der Motor kommt außer in den Repliken von Honda Dax, Monkey und Gorilla serienmäßig mit bis zu 125 cm3 mittlerweile auch in wesentlich größeren Lizenznachbauten wie etwa Kymco Nexxon und Sachs MadAss zum Einsatz.
Beispiel hierfür ist auch der Lifan 1P54FMI (125 cm³) der als Motor in vielen Dirt Bikes zum Einsatz kommt.
Seit 2023 baut Honda wieder selbst eine Dax für den europäischen Markt, nunmehr in einer Leichtkraftradversion mit 125 cm³ und ca. 7 kW. Auf dem deutschen Markt liegt ihr Preis allerdings etwa beim Doppelten der chinesischen Nachbauten, z. B. von Jinfeng.